# Coppa di Francia 2023-2024 (calcio femminile)
La Coppa di Francia 2023-2024 è stata la 23ª edizione dell'omonima competizione calcistica riservata a squadre femminili, che ha visto la vittoria per la quarta volta nella loro storia delle ragazze del Paris Saint-Germain.

## Fase finale

### Sedicesimi di finale

#### Gruppo A
| Squadra 1       | Risultato | Squadra 2           |
| --------------- | --------- | ------------------- |
| 13 gennaio 2024 |           |                     |
| Bourges         | 0 - 1     | Nantes              |
| 14 gennaio 2024 |           |                     |
| CPBB Football   | 0 - 4     | Paris Saint-Germain |
| Brest           | 6 - 0     | Beauvais            |
| Fleury          | 2 - 0     | Guingamp            |
| Le Mans         | 2 - 3     | Lilla               |
| Roubaix Wervicq | 0 - 5     | Stade Reims         |
| VGA Saint-Maur  | 0 - 4     | Lens                |
| Orvault         | 0 - 3     | Le Havre            |

#### Gruppo B
| Squadra 1       | Risultato | Squadra 2           |
| --------------- | --------- | ------------------- |
| 14 gennaio 2024 |           |                     |
| Montauban       | 2 - 0     | Clermont Foot       |
| Stade Auxerrois | 0 - 1     | Le Puy              |
| Tolosa          | 1 - 3     | Saint-Étienne       |
| Olympique Lione | 4 - 0     | Montpellier         |
| Genas Azieu     | 0 - 3     | Olympique Marsiglia |
| Nizza           | 0 - 1     | Strasburgo          |
| Paris FC        | 3 - 0     | Bordeaux            |
| FEC Bastia      | 0 - 10    | Digione             |

### Ottavi di finale
| Squadra 1           | Risultato       | Squadra 2           |
| ------------------- | --------------- | ------------------- |
| 27 gennaio 2024     |                 |                     |
| Paris Saint-Germain | 2 - 1           | Saint-Étienne       |
| Le Havre            | 0 - 2           | Paris FC            |
| Lens                | 1 - 1 (6-5 dtr) | Strasburgo          |
| Fleury              | 4 - 1           | Digione             |
| 28 gennaio 2024     |                 |                     |
| Brest               | 3 - 3 (2-4 dtr) | Montauban           |
| Lilla               | 4 - 2           | Olympique Marsiglia |
| Le Puy              | 1 - 1 (4-3 dtr) | Stade Reims         |
| Olympique Lione     | 6 - 0           | Nantes              |

### Quarti di finale
| Squadra 1       | Risultato | Squadra 2           |
| --------------- | --------- | ------------------- |
| 14 febbraio 202 |           |                     |
| Fleury          | 5 - 1     | Lilla               |
| Paris FC        | 4 - 0     | Lens                |
| Montauban       | 2 - 9     | Olympique Lione     |
| Le Puy          | 0 - 4     | Paris Saint-Germain |

### Semifinale
| Squadra 1       | Risultato       | Squadra 2           |
| --------------- | --------------- | ------------------- |
| 9 marzo 2024    |                 |                     |
| Olympique Lione | 0 - 0 (4-5 dtr) | Fleury              |
| 10 marzo 2024   |                 |                     |
| Paris FC        | 3 - 3 (3-4 dtr) | Paris Saint-Germain |

### Finale
| Arbitro: | Rochebilièrr |

|             |           |  |
| Martens 73’ | Marcatori |  |